# Inretjärnen (Jörns socken, Västerbotten, 722908-170290)
Inretjärnen är en sjö i Skellefteå kommun i Västerbotten och ingår i Kågeälvens huvudavrinningsområde. Sjön har en area på 0,0497 kvadratkilometer och ligger 282,1 meter över havet. Sjön avvattnas av vattendraget Kusån.

## Delavrinningsområde
Inretjärnen ingår i det delavrinningsområde (722603-170531) som SMHI kallar för Ovan Pjäsörbäcken. Medelhöjden är 285 meter över havet och ytan är 43,06 kvadratkilometer. Det finns inga avrinningsområden uppströms utan avrinningsområdet är högsta punkten. Kusån som avvattnar avrinningsområdet har biflödesordning 2, vilket innebär att vattnet flödar genom totalt 2 vattendrag innan det når havet efter 69 kilometer. Avrinningsområdet består mestadels av skog (65 procent) och sankmarker (24 procent). Avrinningsområdet har 1,86 kvadratkilometer vattenytor vilket ger det en sjöprocent på 4,6 procent.